# NK Croatia Zmijavci
El Nogometni klub Croatia Zmijavci es un club de fútbol de Croacia con sede en el Condado de Split-Dalmacia. Fue fundado en 1974 y juega en la Segunda Liga de Croacia desde la temporada 2019-20.
El Zmijavci está afiliado al Hrvatski Nogometni Klub Hajduk Split en un acuerdo para el desarrollo de jugadores desde 2016.

## Historia
Fue fundado en 1974 bajo el nombre de NK Kujundžusa.
En la temporada 2017-18, el Croatia Zmijavci logró llegar a los dieciseisavos de final de la Copa de Croacia. El club ganó la división sur de la 3. HNL en la temporada 2017-18, sin embargo se rehusó al ascenso. Logró su licencia para jugar en la segunda división en la temporada 2019-20, y logró su promoción al quedar en el en tercer lugar en la 3. HNL 2018-19.

## Palmarés
| Competición nacional         | Títulos | Subcampeonatos |
| ---------------------------- | ------- | -------------- |
| Segunda División (0/1)       |         | 2019-20        |
| Tercera División (Sur) (1/0) | 2017-18 |                |